# Яворек (Венґровський повіт)
Яворек (пол. Jaworek) — село в Польщі, у гміні Вежбно Венґровського повіту Мазовецького воєводства.
Населення — 161 особа (2011).
У 1975-1998 роках село належало до Седлецького воєводства.

## Демографія
Демографічна структура станом на 31 березня 2011 року:
|          | Загалом | Допрацездатний вік | Працездатний вік | Постпрацездатний вік |
| -------- | ------- | ------------------ | ---------------- | -------------------- |
| Чоловіки | 85      | 21                 | 51               | 13                   |
| Жінки    | 76      | 14                 | 38               | 24                   |
| Разом    | 161     | 35                 | 89               | 37                   |